# Депутаты Сената Парламента Казахстана IV созыва
Полномочия сената парламента Республики Казахстан IV созыва начались с открытием его первой сессии 2 сентября 2007 года и продолжались до начала работы первой сессии парламента V созыва 19 января 2012 года.
Полномочия депутатов cената, избранных в 2002 и 2005 году продолжались в IV созыве до декабря 2008 года и до сентября 2011 года соответственно.
4 октября 2008 года и 19 августа 2011 года состоялись очередные выборы депутатов сената парламента Республики Казахстан.
23 ноября 2011 года указом президента Казахстана Нурсултаном Назарбаевым были назначены 7 депутатов сената, полномочия которых завершились в 2017 году.

## Список депутатов сената IV созыва
Всего за период полномочий сената IV созыва его депутатами были 73 человека.
| ФИО                                  | Срок полномочий депутата сената | Комментарий |
| ------------------------------------ | ------------------------------- | --- |
| Абайдильдин, Талгатбек Жамшитович    | 2005—2017                       | Избран от Восточно-Казахстанской области в 2005 и 2011 годах |
| Абдыкаримов, Оралбай                 | 1999—2004, 2007—2013            | Назначен указом президента |
| Адырбеков, Икрам Адырбекович         | 2011—2017                       | Назначен указом президента в 2011 году |
| Айтаханов, Куаныш Айтаханулы         | 2005—2017                       | Избран от Южно-Казахстанской (сейчас — Туркестанской) области в 2005 и 2011 годах |
| Акылбай, Серик Байсеитулы            | 2005—2017                       | Избран от Карагандинской области в 2005 и 2011 годах |
| Алтынбаев, Мухтар Капашевич          | 2010—2017                       | Назначен указом президента 8 апреля 2010 года |
| Аман, Евгений Иосифович              | 1999—2011                       | Избран от Костанайской области в 1999 и 2005 годах |
| Амиров, Иран Амирович                | 2011—2017                       | Избран от Жамбылской области в 2011 году |
| Астаев, Ертаргын Какимбекович        | 2011—2017                       | Избран от Жамбылской области в 2011 году |
| Ахметов, Адиль Курманжанович         | 2007—2013                       | Назначен указом президента в 2007 году |
| Ахметов, Кабдыгали Николаевич        | 2002—2008                       | Избран от Западно-Казахстанской области в 2002 году |
| Ахметов, Рашит Сайранович            | 1999—2017                       | Избран от Западно-Казахстанской области в 2005 и 2011 годах |
| Аяганов, Серик Акпенович             | 2005—2011                       | Избран от Акмолинской области в 2005 году |
| Байгелди, Омирбек                    | 1996—2011                       | Избран от Жамбылской области в 1995, 1999 и 2005 годах |
| Баймаханов, Кожахмет Мадибаевич      | 2008—2014                       | Избран от Кызылординской области в 2008 году |
| Бактиярулы, Мурат                    | 2011—2023                       | Избран от Кызылординской области в 2011 и 2017 годах |
| Башмаков, Анатолий Афанасьевич       | 2002—2014                       | Избран от Северо-Казахстанской области в 2002 и 2008 годах |
| Бижанов, Ахан Хусаинович             | 2005—2017                       | Избран от города Алматы в 2005 и 2011 годах |
| Бортник, Михаил Михайлович           | 2008—2020                       | Избран от Мангистауской области в 2008 и 2014 годах |
| Булекпаев, Аманжол Куанышевич        | 1999—2011                       | Избран от города Астаны в 1999 и 2005 годах |
| Бурлаков, Леонид Николаевич          | 1996—2011                       | Избран от Мангистауской области в 1995, 1999, 2005 годах |
| Валиев, Хусаин Хасенович             | 2008—2014                       | Избран от Костанайской области в 2008 году |
| Галимов, Фарит Хабибрахманович       | 1999—2011                       | Избран от города Астаны в 1999 и 2005 годах |
| Гусинский, Александр Владимирович    | 1996—1999, 2002—2008            | Избран от Восточно-Казахстанской области в 1996 и 2002 годах |
| Джалмагамбетова, Светлана Жакияновна | 2003—2014                       | Избрана от Акмолинской области в 2003 и 2008 годах |
| Джолдасбаева, Нурлыгаим Чалдановна   | 2003—2011                       | Назначена указом президента |
| Досманбетов, Бакберген Сарсенович    | 1999—2011                       | Избран от города Кызылординской области в 1999 и 2005 годах |
| Енсегенов, Сарсенбай Курманулы       | 2008—2020                       | Избран от Атырауской области в 2008 и 2014 годах |
| Ергалиев, Жабал Ергалиевич           | 2011—2017                       | Избран от Акмолинской области в 2011 году |
| Ескендиров, Самат Сапарбекович       | 2011—2013                       | Избран от Северо-Казахстанской области в 2011 году. В январе 2013 года назначен акимом Северо-Казахстанской области. |
| Есим, Гарифолла                      | 2007—2013                       | Назначен указом президента в 2007 году |
| Жексембинов, Жомарткали Баясилович   | 2002—2008                       | Избран от Алматинской области |
| Жумабаев, Ермек Жианшинович          | 1996—2014                       | Избран от Павлодарской области |
| Жылкышиев, Болат Абжапарулы          | 2007—2013                       | Назначен указом президента |
| Иманкулов, Идельбай Исламович        | 1999—2011                       | Избран от Актюбинской области |
| Имашев, Берик Мажитович              | 2008—2012                       | Назначен указом президента |
| Исабеков, Шамсат Жаксылыкович        | 2002—2008                       | Избран от Жамбылской области |
| Ищанов, Кайрат Кыдрбаевич            | 2005—2017                       | Избран от Атырауской области в 2005 и 2011 годах |
| Какишев, Жандарбек Шамильевич        | 1999—2011                       | Избран от Атырауской области |
| Касымов, Гани Есенгельдинович        | 2007—2013                       | Назначен указом президента |
| Кекилбаев, Абиш                      | 2002—2010                       | Назначен указом президента |
| Копеев, Мухамбет Жуманазарулы        | 2005—2011                       | Назначен указом президента |
| Кубайчук, Юрий Алексеевич            | 2002—2014                       | Избран от Карагандинской области в 2002 и 2008 годах |
| Кузеков, Асхат Сайпиевич             | 2011—2017                       | Избран от Павлодарской области в 2011 году |
| Мами, Кайрат Абдразакович            | 2011—2013                       | Назначен указом президента. С апреля 2011 года по октября 2013 — председатель сената. 16 октября 2013 года назначен председателем Верховного суда Республики Казахстан.                                                                                                   |
| Меркель, Иоган Давидович             | 2005—2008                       | Назначен указом президента |
| Мукаев, Ербулат Рахметович           | 2008—2020                       | Избран от Западно-Казахстанской области в 2008 и 2014 годах |
| Мухамеджанов, Бауржан Алимович       | 2009—2011                       | Назначен указом президента |
| Мухамеджанов, Толеген Мухамеджанович | 2007—2012                       | Назначен указом президента |
| Нигматулин, Ерлан Зайруллаевич       | 2011—2015                       | Назначен указом президента |
| Нургалиев, Жакай Жубаевич            | 2005—2011                       | Избран от Жамбылской области |
| Нургалиев, Женис Мирасович           | 2010—2023                       | Избран от Костанайской области в 2010 и 2017 годах |
| Нурманбетов, Нусупжан Нурманбетович  | 1996—2011                       | Избран от Алматинской области |
| Омаров, Кайсар Оспанович             | 2008—2014                       | Избран от города Астаны в 2008 году |
| Плотников, Сергей Викторович         | 2008—2020                       | Избран от Восточно-Казахстанской области в 2008 и 2014 годах |
| Полторабатько, Людмила Григорьевна   | 2011—2017                       | Назначена указом президента |
| Рахманбердиев, Орынбай               | 2002—2014                       | Избран от Южно-Казахстанской области в 2002 и 2008 годах |
| Редкокашин, Владимир Николаевич      | 2011—2017                       | Избран от города Астаны в 2011 году |
| Савченко, Александр Георгиевич       | 2008—2014                       | Избран от Жамбылской области в 2008 году |
| Сагиндыков, Елеусин Наурызбаевич     | 2002—2004, 2011—2017            | Избран от Актюбинской области в 2011 году |
| Сапиев, Оналбек                      | 1997—2008                       | Избран от Кызылординской области |
| Сарсенкулов, Жансеит Сарсекулович    | 2005—2011                       | Избран от Мангистауской области |
| Симамбаев, Тасбай Кабашевич          | 1996—2011                       | Избран от Северо-Казахстанской области |
| Судьин, Александр Сергеевич          | 2007—2013                       | Назначен указом президента |
| Сулейменов, Нурлан Ильясович         | 2008—2014                       | Избран от Алматинской области в 2008 году |
| Султанов, Куаныш Султанович          | 2001—2011                       | Назначен указом президента |
| Токаев, Касым-Жомарт Кемелевич       | 2007—2011, 2013—2019            | Назначен указом президента. С 11 января 2007 по 15 апреля 2011 года и с 16 октября 2013 по 20 марта 2019 года — председатель сената. 20 марта 2019 года вступил в должность президента Казахстана как председатель сената парламента после отставки Нурсултана Назарбаева |
| Турегельдинов, Жумабек Сулейменович  | 2002—2014                       | Избран от города Алматы в 2002 и 2008 году |
| Турлашов, Лаззат Махатович           | 2011—2016                       | Избран от Алматинской области |
| Туткушев, Бексултан Серикпаевич      | 1996—2008                       | Избран от Костанайской области |
| Утебаев, Мусиралы Смаилович          | 2002—2008                       | Назначен указом президента |
| Цхай, Юрий Андреевич                 | 2007—2013                       | Назначен указом президента |
| Чельпеков, Бактыбай Акбердыевич      | 2011—2023                       | Избран от Мангистауской области в 2011 и 2017 годах |